# 신점식
신점식(申占湜, 1953년 9월 22일 ~ )은 대한민국의 전직 대구 서구청장 후보이었다.

## 학력
- 구미국민학교 졸업
- 계성중학교 졸업
- 계성고등학교 졸업
- 1976년 육군사관학교 32기 학사 졸업
- 1985년 대한민국 육군 통신학교 졸업

### 비학위 수료
- 1989.09 ~ 1992.06 타이완국립정치대학 대학원 법학 석사 수료

## 경력
- 육군 대위 예편
- 대한민국 재향군인 회원
- 생활체육연합회 서구 육상연합회원
- 그린비젼코리아 고문
- (사)정수진흥회 중앙회 부회장
- (사)온정복지재단 나눔터
- 노인무료급식소운영위 부위원장
- 대구광역시 남구청 행정관리국 국장
- 대구광역시의회 사무처 의정담당관
- 대구광역시 종합복지회 관장
- 대구광역시청 주중 칭따오 통상주재관
- 대구광역시청 국제협력과 과장
- 경제기획원 예산실 상공예산담당관실
- 2011년 대구 세계육상선수권대회 지원단장
- 2007 ~ 2009.01 2011년 대구 세계육상선수권대회 유치단장
- 2009.01 ~ 2010.01 대구광역시 서구청 부구청장
- 2011 대구광역시 서구청장 후보

## 역대 선거 결과
| 실시년도 | 선거         | 대수 | 직책   | 선거구    | 정당     | 득표수   | 득표율          | 순위 | 당락 | 비고     |
| -------- | ------------ | ---- | ------ | --------- | -------- | -------- | --------------- | ---- | ---- | -------- |
| 2011년   | 10·26 재보선 | 23대 | 구청장 | 대구 서구 | 친박연합 | 18,498표 | \| \| 44.98% \| | 2위  | 낙선 | 민선 5기 |
|          | 44.98%       |      |        |           |          |          |                 |      |      |          |